# Byrrhidium convexum
Byrrhidium convexum là một loài bọ cánh cứng trong họ Bọ hung (Scarabaeidae).